# 白桥镇 (商河县)
白桥镇，是中华人民共和国山東省济南市商河县下辖的一个乡镇级行政单位。

## 行政区划
白桥镇下辖以下地区：
徐李村、贾家村、赵家村、梁道口村、宋家村、井家坞村、东董村、高桥村、于家村、大吕村、窦家村、王崇华村、西付李村、河南张村、河南王村、南董村、朱河沟村、王天开村、魏南村、张积厚村、乔家村、吴家村、蒿子孙村、后董村、尹家村、陈坦村、王先生村、大侯村、豆路家村、小侯村、关王庙村、俎家村、指挥李村、王学诗村、袁家村、西瓜王村、西董村、小营子村、薛元村、邢家村、侯维思村、燕家村、东瓜王村、东付李村、白桥村、岳桥村、泮桥村、小庄子村、河埃孙村、菜园村、官庄村、段集村、义和庄村、大碾王村、秦家村、王家村、康家村、红庙徐村、赵屯村、水牛李村、西尚村、三教堂村、西杏村、新尚村、东尚村、东杏村、骆家村、党坊村、后任村、牛家村、孙邦子村、陈家村、丁赵村、路家村、新小李村、孙玉玺村、焦家村、李屯村、马庙村、胡家村和左家村。

## 人口
2010年中国第六次人口普查时，白桥乡共有人口44996人。共有家庭12247户，平均每户3.66人。14岁以下的少年儿童共8058人，占总人口17.90%；15-64岁人口共32053人，占总人口71.23%；65岁及以上的老年人共4885人，占总人口的10.85%。男性共计22641人，占总人口50.31%；女性共计22355，占总人口49.68%。本地居住的人口中，拥有本地户籍的人口为44445人，占98.77%。